# Айблингер, Иоганн Каспар
Иога́нн Каспа́р Айбли́нгер (нем. Johann Kaspar Aiblinger; 23 февраля 1779, Вассербург-на-Инне — 6 мая 1867, Мюнхен) — немецкий композитор, органист, дирижёр.

## Биография
Изучал философию и богословие в Ландсхутском университете, но затем посвятил себя исключительно музыке. С 1803 года изучал композицию в Виченце, испытав сильное влияние Симона Майра. С 1811 года преподавал в Венеции, затем руководил оркестром миланского балета. В 1818 году вернулся в Баварию; возглавлял оркестр Итальянской оперы в Мюнхене, с 1823 года в придворном оркестре, с 1826 года его капельмейстер. Написал ряд опер и балетов, но наибольшие успехи добился в церковной музыке. С 1837 года органист мюнхенской Церкви Всех Святых.